# Giacomo Ceruti

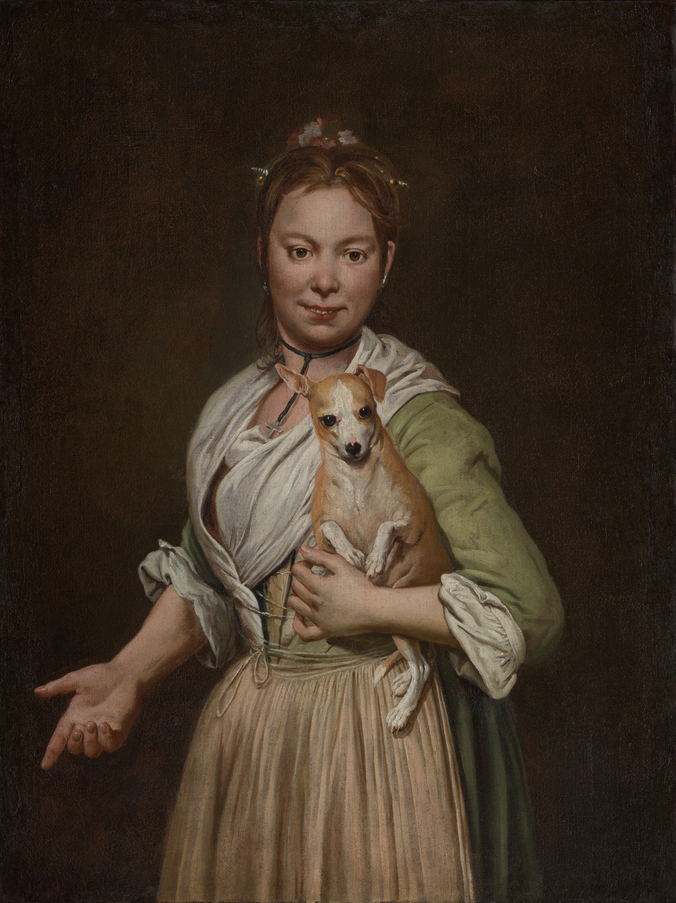
"Dona amb un gos", vers el 1740, 96.5 x 72.3 cm, Metropolitan Museum of Art, Nova York.

Giacomo Ceruti (Milà, Ducat de Milà 1698 - 1767), més conegut com Il Pitocchetto fou un pintor italià del segle xviii. Provinent d'una familia de Brescia, les seves primeres obres com a pintor foren la decoració de la parròquia de Rino di Sonico, alguns retrats de representants de la societat civil de Brescia i la decoració del Palau de Broletto de la mateixa ciutat. Actualment hi ha obres seves al Museu Thyssen-Bornemisza i al Museu Nacional d'Art de Catalunya.

## Obres rellevants
- La bugadera. Pinacoteca Tosio Martinengo
- Dos captaires (Els dos desgraciats). Pinacoteca Tosio Martinengo.
- Tres captaires, al MNAC